# محطة السكك الحديدية نابولي أفراغولا
محطة السكك الحديدية نابولي أفراغولا (بالإنجليزية: Napoli Afragola railway station)‏ هي محطة سكك حديدية مقترح تنفيذها في أفراغولا.

## الموقع
تقع المحطة في مدينة أفراغولا بمقاطعة نابولي، وقد تم تصميمها ليتم استخدامها من قبل جميع القطارات فائقة السرعة في خط روما- نابولي عالي السرعة، والتي لا تبدأ أو تنتهي في محطة نابولي المركزية، ولكن بدلًا منه سوف تتحول إلى خط نابولي- ساليرنو فائق السرعة.